# Saishō shōgi

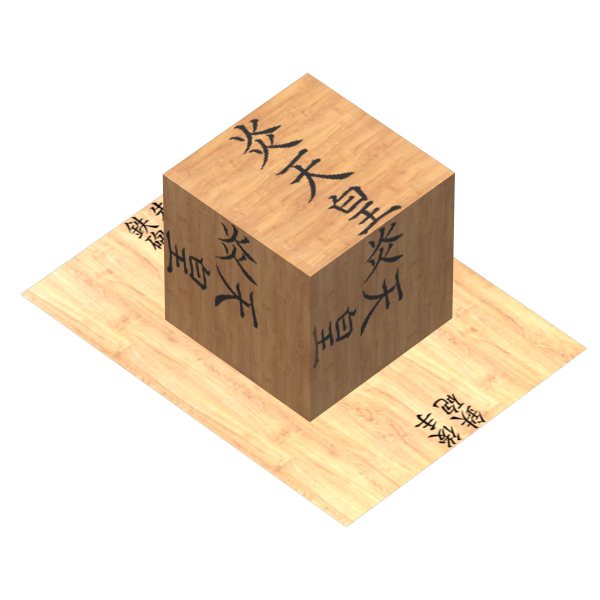
Posizione di scaccomatto in saishō shōgi.

Saishō shōgi (最小将棋? scacchi minimi, poiché la scacchiera è la più piccola utilizzabile) sono una piccola variante dello shōgi. Viene giocato da due giocatori su una scacchiera 1×1, con un unico pezzo cubico che è condiviso dai giocatori. Appartiene alla categoria dei dadi strategici astratti. Per quanto il gioco in sé non sia molto simile allo shōgi, condivide alcune caratteristiche con altre sue varianti (il pezzo a forma di cubo di bushi shōgi e, prima ancora, nana shōgi, la rotazione dei pezi e i pezzi condivisi di gufū shōgi, il pezzo principale che è un imperatore e non un re, come in tai shōgi, oltre, ovviamente alla terminologia).

## Regole

### Obiettivo
Il gioco è inteso come una trattativa per convincere un sovrano neutrale a prendere le parti di uno dei due contendenti. L'obiettivo del gioco è dare scaccomatto, facendo in modo che sia la fiamma che l'imperatore siano rivolti verso il proprio cannone, puntato contro l'avversario, dando fuoco alle polveri e dichiarandogli guerra.

### Scacchiera

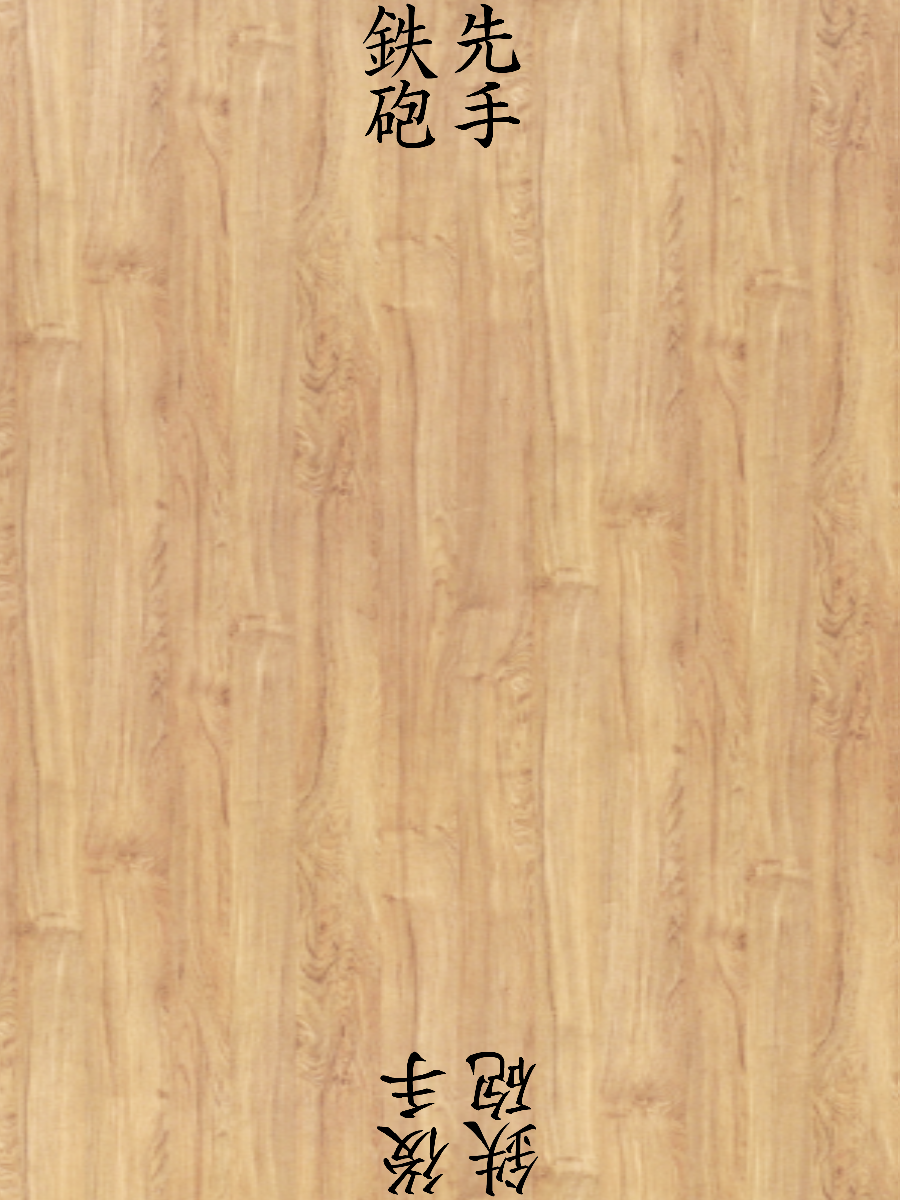
Scacchiera usata per giocare a saishō shōgi. Da notare che il proprio cannone è quello che si trova sulla parte opposta.

La scacchiera è composta da un'unica cella, alle cui estremità possono trovarsi gli ideogrammi 鉄砲?, teppō, cannone, affiancati da 先手?, sente e 後手?, gote, che indicano il proprietario del cannone (seduto dalla parte opposta ad esso).
Nota: il gioco è pensato in modo da essere vinto da chi ricorda meglio le facce del pezzo e la posizione tradizionale della scacchiera permette di vedere solo due facce del cubo; tuttavia, per giocatori inesperti, è consigliabile ruotare la scacchiera di 45°, in modo da poter vedere una faccia in più.

### Pezzi

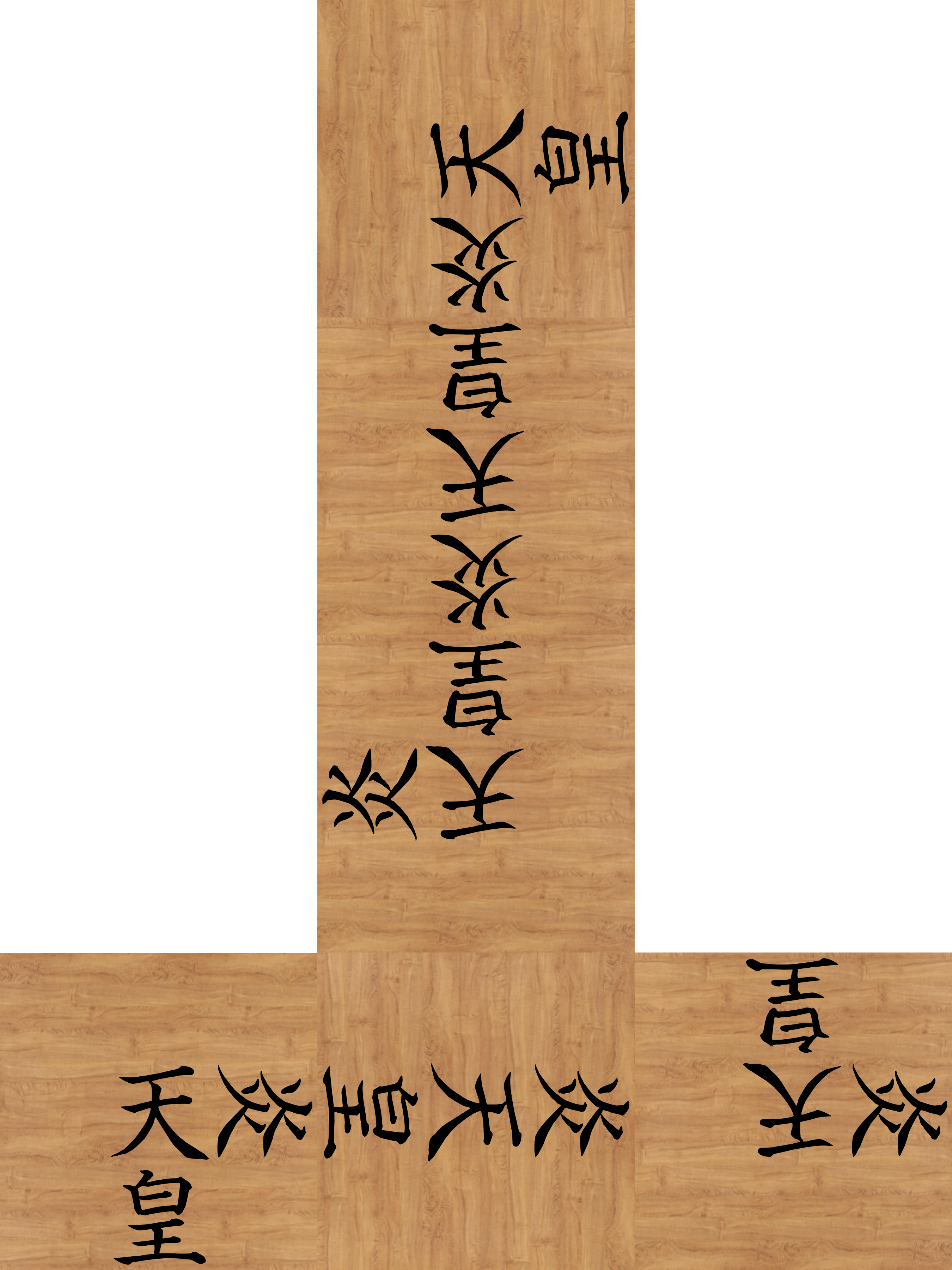
Sviluppo del pezzo.

Esiste un unico pezzo condiviso a forma di dado, simile a quello di bushi shōgi, con due ideogrammi su ogni faccia: 天皇?, tennō, imperatore, e 炎?, honō, fiamma.

### Movimento
I giocatori possono far ruotare e rotolare il pezzo nei seguenti modi:
- Rotazione di 90° in senso orario
- Rotolamento in avanti
- Rotolamento verso destra
- Rotolamento verso sinistra

Annullare la mossa appena effettuata dall'avversario è illegale e comporta la squalifica. Se però questa è l'unica mossa possibile, si farà un'eccezione. Questa regola prende il nome di kō (劫?, kō, eone), da quella omonima del go.

### Impostazione del gioco
Il nero, 先手?, sente, prima mossa, fa cadere il cubo sulla scacchiera nella posizione che preferisce (ma dare scacco o scaccomatto alla prima mossa è illegale e comporta la squalifica) dopodiché il bianco, in giapponese 後手?, gote, mossa successiva, fa la sua prima mossa, con la quale può già dare scacco o scaccomatto all'avversario, e il gioco prosegue normalmente.

### Scacco e scaccomatto
Si dice che un giocatore da "scacco" (王手?, ōte) quando punta la fiamma verso l'avversario (chi ha giocato ha usato un buon argomento e l'imperatore è quasi passato dalla sua parte), che alla mossa successiva è obbligato a muovere nel verso dello sguardo dell'imperatore (sarebbe sconveniente contrariarlo, in un momento così delicato). Si dice che è "scaccomatto" (詰み?, tsumi) quando sia l'imperatore che la fiamma sono rivolti verso l'avversario (chi ha giocato ha convinto l'imperatore, che è passato dalla sua parte ed ha sparato verso il nemico, in segno di ostilità). È estremamente importante evitare situazioni dette hisshi (必至?, hisshi, inevitabilità. Anche 必死?, hisshi, morte sicura), ovvero posizioni da cui l'avversario può iniziare una sequenza tsume (詰め?), una serie di mosse che porta inevitabilmente allo scacco matto. Situazioni in cui, se non ci si difende bene, si arriva allo scaccomatto sono dette tsumero (詰めろ?, tsumero, minaccia di scacco). Darsi scacco da soli non è illegale e può essere parte di una tattica (chi ha giocato ha usato un argomento che non piace all'imperatore, che è stato tentato di passare dalla parte del nemico, tuttavia, un discorso iniziato con le premesse sbagliate, se condotto bene, può avere conclusioni ottime), invece darsi scaccomatto da soli comporta la sconfitta (l'imperatore è rimasto molto contrariato dall'ultimo argomento ed è passato dalla parte del nemico).

### Vittoria
Visto il vantaggio del nero, è consigliabile una modalità a punteggio, dove lo scaccomatto vale un punto. Le partite verranno giocate invertendo i colori ogni volta e il primo giocatore ad ottenere tre punti con due punti di vantaggio ha vinto. Se si dovesse presentare una situazione del tipo 3-2, con uno scarto di un solo punto, si procederà a oltranza finché un giocatore non otterrà un vantaggio di due punti.
In questo caso, dove ogni partita rappresenta un giorno di trattative, dopo uno scaccomatto, l'imperatore non sarà ancora dalla tua parte, ma comunque sarà più propenso ad unirsi alla tua causa.
Se alla dodicesima partita nessun giocatore avrà raggiunto l'obbiettivo, la partita sarà da considerarsi patta (l'imperatore aveva posto alle trattative un limite di due settimane, che in Giappone duravano sei giorni, e dopo dodici giorni senza mai venire pienamente convinto, deciderà di restare neutrale).

### Mosse limitate
Vista la difficoltà, a gioco corretto, di ottenere uno scaccomatto, è possibile porsi un limite di mosse (sono consigliate 100 mosse, dove una mossa dello shōgi corrisponde a una semimossa degli scacchi), assegnando, per ogni scacco, un punto, e togliendone uno per ogni auto-scacco. Al bianco verrà assegnato un punto all'inizio della partita, per compensare il vantaggio della prima mossa del nero. Se entro il limite di mosse prestabilito nessuno avrà ottenuto lo scaccomatto, vincerà chi avrà più punti (a parità di punteggio, la partita sarà un pareggio, e a entrambi i giocatori verrà assegnato mezzo punto). Infatti, al tramonto, quando l'imperatore si sarà stancato, conterà gli argomenti buoni di entrambe le parti, e sarà più vicino alla causa del vincitore.
Da notare che il punto decisivo può essere ottenuto solo con uno scaccomatto: l'imperatore vuole un argomento molto convincente, prima di unirsi a uno dei due contendenti.

## Gioco nel gioco
Una partita di saishō shōgi può essere seguita da una normale partita di shōgi (o di una sua variante), dove il vincitore avrà a disposizione un pezzo in più, detto 自在天王?, jizai tennō, imperatore libero, da posizionare dove preferisce. Questo pezzo, se non è sotto scacco, può muoversi su ogni casella libera non controllata della scacchiera e mangiare qualunque pezzo non protetto. In questo caso, il giocatore che avrà mosso giocherà per primo, con l'obiettivo di catturare oltre ai pezzi bersaglio previsti dal gioco, l'imperatore avversario. La prima mossa del secondo giocatore sarà paracadutare l'imperatore dove preferisce.
Questa partita rappresenterà la guerra vera e propria.